# Heraclia nobela
Heraclia nobela är en fjärilsart som beskrevs av Sergius G. Kiriakoff 1974. Heraclia nobela ingår i släktet Heraclia och familjen nattflyn. Inga underarter finns listade i Catalogue of Life.